# Сосновка (Корюковский район)
Сосновка (укр. Соснівка) (в прошлом — Казённая Слобода) — село в Корюковском районе Черниговской области Украины. Население 112 человек. Занимает площадь 0,386 км². Расположено на реке Журавка.
Код КОАТУУ: 7422482004. Почтовый индекс: 15341. Телефонный код: +380 4657.

## Власть
Орган местного самоуправления — Будянский сельский совет. Почтовый адрес: 15341, Черниговская обл., Корюковский р-н, с. Буда, ул. Войкова, 7.